# Filipe II de Hesse-Rheinfels
Filipe II de Hesse-Rheinfels (22 de Abril de 1541 - 20 de Novembro de 1583), também conhecido por Filipe, o Jovem, foi o primeiro conde de Hesse-Rheinfels.

## Biografia
Filipe era o terceiro filho do conde Filipe I de Hesse e a duquesa Cristina da Saxónia. Após a morte do seu pai em 1567, o território de Hesse foi dividido entre os quatro filhos nascidos do primeiro casamento do conde. Filipe, o Jovem recebeu partes do território à volta do Castelo de Rheinfels e a cidade de Sankt Goar na margem esquerda do Reno. Também controlava as cidades de Schotten, Stornfels, Bad Homburg, Lißberg, Ulrichstein, Itter e parte do antigo condado de Katzenelnbogen, a norte do Main, conhecido pela sua riqueza.
Em 1569, Filipe casou-se com a condessa Ana Isabel do Palatinado-Simmern, tornando-se genro do príncipe-eleitor Frederico III, um dos líderes do calvinismo.
Filipe morreu a 30 de novembro de 1583 no Castelo de Rheinfels. Como não teve filhos do seu casamento, os seus territórios passaram a pertencer ao seu irmão mais velho, o conde Guilherme IV de Hesse-Cassel. Filipe foi enterrado em Sankt Goar, onde Guilherme construiu um grande monumento renascentista em sua honra.

## Genealogia
| Filipe II de Hesse-Rheinfels | Pai: Filipe I de Hesse   | Avô paterno: Guilherme II de Hesse       | Bisavô paterno: Luís II do Baixo Hesse       |
| Filipe II de Hesse-Rheinfels | Pai: Filipe I de Hesse   | Avô paterno: Guilherme II de Hesse       | Bisavó paterna: Matilde de Württemberg-Urach |
| Filipe II de Hesse-Rheinfels | Pai: Filipe I de Hesse   | Avó paterna: Ana de Mecklenburg-Schwerin | Bisavô paterno: Magnus II de Mecklemburgo    |
| Filipe II de Hesse-Rheinfels | Pai: Filipe I de Hesse   | Avó paterna: Ana de Mecklenburg-Schwerin | Bisavó paterna: Sofia da Pomerania-Stettin   |
| Filipe II de Hesse-Rheinfels | Mãe: Cristina da Saxónia | Avô materno: Jorge da Saxônia            | Bisavô materno: Alberto III da Saxónia       |
| Filipe II de Hesse-Rheinfels | Mãe: Cristina da Saxónia | Avô materno: Jorge da Saxônia            | Bisavó materna: Sidónia da Boémia            |
| Filipe II de Hesse-Rheinfels | Mãe: Cristina da Saxónia | Avó materna: Bárbara da Polónia          | Bisavô materno: Casimiro IV da Polónia       |
| Filipe II de Hesse-Rheinfels | Mãe: Cristina da Saxónia | Avó materna: Bárbara da Polónia          | Bisavó materna: Isabel da Áustria            |